# Campeonato Timorense de Futebol de 2005
A Super Liga 2005-06 foi a 1ª edição oficial do Campeonato Timorense de Futebol. Foi organizada pela Federação de Futebol de Timor-Leste, após sua entrada na FIFA.
O torneio teve como campeão a equipa do Fima Sporting, da cidade de Baucau.

## Primeira Fase
A primeira fase do campeonato foi composta por 12 times, divididos em 4 grupos de 3 times cada. Ela iniciou-se em dezembro de 2005 e seguiu até 12 de janeiro de 2006, com os dois melhores times de cada grupo classificando-se para a segunda fase. Todos os jogos foram realizados no Estádio Municipal de Díli.

### Grupo A
| Pos. | Clube              | J | V | E | D | Pts | Nota         |
| 1    | Fima Sporting      | 2 | 1 | 1 | 0 | 4   | Classificado |
| 2    | FC Porto Taibesi   | 2 | 0 | 2 | 0 | 2   | Classificado |
| 3    | F.C. Irmãos Unidos | 2 | 0 | 1 | 1 | 1   | Eliminado    |

### Grupo B
| Pos. | Clube          | Nota         |
| 1    | Zebra F.C.     | Classificado |
| 2    | F.C. Académica | Classificado |
| -    | ADR União      | Desistiu     |

### Grupo C
| Pos. | Clube        | J | V | E | D | Pts | Nota         |
| 1    | FC Rusa Fuik | 2 | 1 | 1 | 0 | 4   | Classificado |
| 2    | Café F.C.    | 2 | 1 | 1 | 0 | 4   | Classificado |
| 3    | Bulgaria     | 2 | 0 | 0 | 2 | 0   | Eliminado    |

### Grupo D
| Pos. | Clube                   | J | V | E | D | Pts | Nota         |
| 1    | AD Esperança            | 2 | 2 | 0 | 0 | 6   | Classificado |
| 2    | Sport Laulara e Benfica | 2 | 1 | 0 | 1 | 3   | Classificado |
| 3    | Cacussa                 | 2 | 0 | 0 | 2 | 0   | Eliminado    |

## Segunda Fase
A segunda fase do campeonato foi composta por 8 times, divididos em 2 grupos de 4 times cada. Ela foi realizada de 14 a 26 de janeiro de 2006. Os dois melhores times de cada grupo classificaram-se para as semifinais. Assim como na fase anterior, todos os jogos foram realizados no Estádio Municipal de Díli.

### Grupo E
| Posição | Clube                   | J | Resultado    |
| 1       | Fima Sporting           | 3 | Classificado |
| 2       | Académica               | 3 | Classificado |
| 3       | Sport Laulara e Benfica | 3 | Eliminado    |
| 4       | FC Rusa Fuik            | 3 | Eliminado    |

### Grupo F
| Posição | Clube            | J | Resultado    |
| 1       | AD Esperança     | 3 | Classificado |
| 2       | Zebra F.C.       | 3 | Classificado |
| 3       | Café F.C.        | 3 | Eliminado    |
| 4       | FC Porto Taibesi | 3 | Eliminado    |

## Fase Final
As finais do campeonato foram realizadas de 27 de janeiro a 5 de fevereiro de 2006, em sistema eliminatório (partidas únicas). Todos os jogos foram realizados no Estádio Municipal de Dili.
|  | Semifinal           | Semifinal     |       |  | Final                | Final |  |
|  |                     |               |       |  |                      |       |  |
|  | Díli, 27 de janeiro |               |       |  |                      |       |  |
|  | Esperança           | 2             |       |  |                      |       |  |
|  | Académica           | 0             |       |  |                      |       |  |
|  |                     |               |       |  |                      |       |  |
|  |                     |               |       |  | Díli, 5 de fevereiro |       |  |
|  |                     |               |       |  | Esperança            | 0 (4) |  |
|  |                     | Fima Sporting | 0 (5) |  |                      |       |  |
|  |                     |               |       |  |                      |       |  |
|  |                     |               |       |  |                      |       |  |
|  |                     |               |       |  |                      |       |  |
|  | Díli, 28 de janeiro |               |       |  |                      |       |  |
|  | Fima Sporting       | 3             |       |  |                      |       |  |
|  | Zebra               | 2             |       |  |                      |       |  |

### Partida Final
| 5 de fevereiro de 2006 | Fima Sporting | 0 - 0 | Esperança | Estádio Municipal de Díli[carece de fontes?] |
| 12:00 UTC+9            |               |       |           |                                              |

|      |       | Penalidades |  |
| Fima | 5 – 4 | Esperança   |  |

## Premiação
| Campeonato Timorense de Futebol de 2005-06 |
| Timor-Leste                                |
| ------------------------------------------ |
| Fima Sporting Campeão (1º título)          |

### Terceiro Lugar
O F.C. Académica venceu o Zebra por 2 a 0, em partida realizada em 4 de fevereiro.